# Хомутово (Щёлково)
Хомутово — микрорайон города Щёлково Московской области России, бывшее село.

## География
Расположен на междуречье рек Клязьма и Воронок. Соседствует с центром города, на противоположном берегу реки Клязьмы находится микрорайон Потапово-2.

## История
Хомутово впервые упоминается в писцовых книгах 1623-24 года как село Бохова стана Московского уезда, вотчина Рождественского девичьего монастыря. В селе имелась деревянная церковь Покрова Пресвятой Богородицы, стоявшая «без пения» на правом берегу реки, и 2 двора крестьян (2 человека).
В 1646 году — 7 крестьянских и бобыльских дворов, в них 14 человек.
В 1678 году — монастырский двор и 10 крестьянских дворов, в них 38 человек.
В 1694 году церковь была освящена. В 1704 году — 13 крестьянских дворов.
Через Хомутово исторически проходила Хомутовская дорога.
В середине XIX века село Хомутово относилось ко 2-му стану Богородского уезда Московской губернии и принадлежало департаменту государственных имуществ. В селе было 27 дворов, 134 души мужского пола и 165 женского, церковь и шёлковая фабрика купцов Лаптева и Синицына.
В «Списке населённых мест» 1862 года Хомутово показано вместе с деревней Потапово 2-е как казенное село 2-го стана Богородского уезда Московской губернии на Хомутовском тракте, в 28 верстах от уездного города и 7 верстах от становой квартиры, при реке Клязьме, 50 дворов и 430 жителей (200 мужчин, 230 женщин), 2 фабрики и завод.
В 1869 году они вновь показаны раздельно. Хомутово — село Гребеневской волости 3-го стана Богородского уезда с 37 дворами, 1 полукаменным и 36 деревянными домами и 188 жителями (74 мужчины, 114 женщин), из них 15 грамотных мужчин и 6 женщин. Имелось 18 лошадей, 19 единиц рогатого скота и 19 мелкого, а также 371 десятина и 1600 саженей земли, из которой 110 десятин и 1200 саженей пахотной. В селе имелась построенная в 1800 году на левом берегу реки каменная церковь Покрова Богородицы с приделами Казанской Божией Матери и св. Николая, школа (учитель, учительница и 30 учеников), запасный хлебный магазин, лавка, набойное заведение и шелкоткацкая фабрика.
В 1886 году церковь показана уже в Потапово.
Предположительно в 2000 году село было включено в состав города Щёлково и стало его микрорайоном.

### Шелкоткацкая фабрика
Яков Карпов основал свою фабрику в селе Хомутово в 1792 году, когда был ещё экономическим крестьянином. Постепенно усовершенствуя производство и улучшая изделия, он довёл своё предприятие до блестящего состояния. Расцвету фабрики содействовал и сын Я. Карпова — Илья.
Продукция фабрики Карпова по качеству не уступала иностранной. Нередко московские и петербургские купцы перепродавали изделия этой фабрики под видом иностранных, главным образом, французских.
В 1833 году на выставке в Санкт-Петербурге Карпов получил за изделия своей фабрики большую золотую медаль. Фабрика изготавливала кушаки по типу восточных, которые отличались высоким качеством изготовления, красотой раскраски и богатством узора. Примером изделия этой фабрики может служить пояс № 119/15897 из коллекции Государственного исторического музея в Москве.
В 1913 году шелковоткацкую фабрику села Хомутово приобрёл московский предприниматель Николай Владимирович Щенков.

## Население
По материалам Всесоюзной переписи населения 1926 года — село, центр Хомутовского сельсовета Щёлковской волости Московского уезда в 1,5 км от Фрязинского шоссе и в 3,5 км от станции Щёлково Северной железной дороги, проживало 453 жителя (188 мужчин, 265 женщин) в 100 крестьянских хозяйствах. Имелась школа 1-й ступени, набивная и хлопчатобумажная фабрики.

## Инфраструктура
В 1913 году в селе Хомутово — 53 двора.

## Транспорт
Имеется автобусная остановка «Хомутово» маршрута № 2.
Также поблизости находится железнодорожная станция Соколовская.